# Danny Blanchflower
Robert Dennis "Danny" Blanchflower (10 tháng 2 năm 1926 – 9 tháng 12 năm 1993) là một cầu thủ, huấn luyện viên bóng đá và một nhà báo người Bắc Ireland người từng là đội trưởng Tottenham Hotspur trong mùa giải giành cú đúp danh hiệu năm 1961. Ông được đánh giá là cầu thủ vĩ đại nhất lịch sử Spurs bởi The Times năm 2009.
Ông thi đấu ở vị trí tiền vệ cánh phải và được biết đến với khả năng chuyền bóng và phát động tấn công.

## Danh hiệu
Tottenham Hotspur
- Football League First Division: 1960–61
- FA Cup: 1960–61, 1961–62
- European Cup Winners' Cup: 1962–63
- FA Charity Shield: 1961, 1962

## Phim
- Those Glory Glory Days (1983)